# Vikram Samvat
Vikram Samvat, Vikrama Samvat, Calendário Vikrami, ou simplesmente Vikrama (em Sânscrito: विक्रम, "a coragem"), é um dentre os vários calendários hindus, de significância religiosa no subcontinente indiano. Na erudição da era colonial indiana, acreditava-se que o calendário se baseava na comemoração da expulsão, pelo rei Vikramaditya, dos sacas (população de tribos nômades iranianas) da cidade de Ujjain. No entanto, evidências epigráficas e estudos posteriores sugerem que essa teoria não tem base histórica e muito provavelmente foi um erro. A partir do século IX, a obra epigráfica usa Vikrama-Samvat, sugerindo que, por volta do século IX, a era do calendário hindu que já estava em uso tornou-se popular como Vikram Samvat, enquanto a epigrafia budista e jainista continuava a usar um calendário baseado no tempo de Buda ou do Mahavira. 
O primeiro dia do ano no Vikrama corresponde sempre ao quarto dia do Diwali, conhecido como Annakut, Goverdhan Puja, ou Balipratipada. 
O ano corrente de 2025 do calendário gregoriano corresponde ao ano 2081 no calendário Vikram Samvat.

## História
A tradição afirma que o calendário foi criado pelo rei Vikradamāditya de Ujjain, após ter derrotado os Sacas, no ano de 3044 do Cáli Iuga (Equivalente a 57 a.C.). Há objeções, entretanto, de que o período iniciado após esse evento era conhecido ao menos até o século VIII como "Kritaa", "era da tribo Malava", ou simplesmente "Samvat", sem menção de Vikramaditya até 842.